# Empis disjuncta
Empis disjuncta är en tvåvingeart som beskrevs av Collin 1933. Empis disjuncta ingår i släktet Empis och familjen dansflugor. Inga underarter finns listade i Catalogue of Life.